# ديمتري ميزنتسيف
ديمتري فيودوروفيتش ميزنتسيف (بالروسية: Дми́трий Фёдорович Ме́зенцев) ولد في 18 أغسطس 1959 ، لينينغراد هو سياسي روسي ودبلوماسي يعمل منذ عام 2021 وزيراً لدولة لاتحاد دولة روسيا وبيلاروسيا. عمل سابقاً سفيراً لروسيا في بيلاروسيا (2019-2021) وكان عضواَ في مجلس االاتحاد الروسي عن سخالين أوبلاست (2015-2019)، والأمين العام لمنظمة شنغهاي للتعاون (2013-2015)، وحاكماً لمنطقة إيركوتسك (2009-2012).
في عام 2012 ترشح ميزنتسيف لمنصب رئيس روسيا، لكن لجنة الانتخابات المركزية رفضته.

## انتخابات 2012
حاول ميزنتسيف الترشح لمنصب رئيس روسيا في عام 2012. في 14 ديسمبر 2011 رشحت لجنة النقابات لسكك حديد شرق سيبيريا ديمتري ميزينتسيف ليكون مرشح رئاسي. ودُعم ترشيحه من قبل رئيس السكك الحديدية الروسية آنذاك فلاديمير ياكونين. ومع ذلك رفضت لجنة الانتخابات المركزية الترشيح لأنه بعد التحقق من التواقيع التي تم جمعها لدعمه فإنّ اللجنة قالت أنّ عديد التوقيعات التي جمعها لدعمه لا تُحقق الشروط.
في 19 مارس 2021 أُعفي ميزنتسيف من منصب السفير في بيلاروسيا بموجب مرسوم رئاسي. في نفس اليوم عيّن رئيس بيلاروسيا الكسندر لوكاشينكو ميزنتسيف وزير دولة لاتحاد روسيا وبيلاروسيا، ليحل محل غريغوري رابوتا.

## الجوائز
- وسام "من أجل الاستحقاق للوطن"
- نيشان الشرف
- وسام جوقة الشرف (فرنسا)
- ميدالية بناء سكة حديد بايكال أمور [الإنجليزية]